# Cantón de Ardres
El cantón de Ardres era una división administrativa francesa, que estaba situada en el departamento de Paso de Calais y la región de Norte-Paso de Calais.

## Composición
El cantón estaba formado por veintidós comunas:
- Ardres
- Audrehem
- Autingues
- Balinghem
- Bayenghem-lès-Éperlecques
- Bonningues-lès-Ardres
- Brêmes
- Clerques
- Éperlecques
- Journy
- Landrethun-lès-Ardres
- Louches
- Mentque-Nortbécourt
- Muncq-Nieurlet
- Nielles-lès-Ardres
- Nordausques
- Nort-Leulinghem
- Rebergues
- Recques-sur-Hem
- Rodelinghem
- Tournehem-sur-la-Hem
- Zouafques

## Supresión del cantón de Ardres
En aplicación del Decreto nº 2014-233 de 24 de febrero de 2014, el cantón de Ardres fue suprimido el 22 de marzo de 2015 y sus 22 comunas pasaron a formar parte; ocho del nuevo cantón de Calais-2, siete del nuevo cantón de Saint-Omer, cinco del nuevo cantón de Lumbres y dos del nuevo cantón de Marck.